# Chen Jiamin
Chen Jiamin (* 1. Mai 1996) ist eine chinesische Hürdenläuferin, die sich auf die 100-Meter-Distanz spezialisiert hat.

## Sportliche Laufbahn
Erste internationale Erfahrungen sammelte Chen Jiamin bei den Asienmeisterschaften 2019 in Doha, bei denen sie in 13,24 s die Silbermedaille hinter der Japanerin Ayako Kimura gewann. 2021 qualifizierte sie sich über die Weltrangliste für die Olympischen Sommerspiele in Tokio und schied dort mit 13,09 s in der ersten Runde aus. 2023 gewann sie bei den Hallenasienmeisterschaften in Astana in 8,15 s die Bronzemedaille über 60 m Hürden hinter der Japanerin Masumi Aoki und Jyothi Yarraji aus Indien.
2019 wurde Chen chinesische Hallenmeisterin im 60-Meter-Hürdenlauf.

## Persönliche Bestleistungen
- 100 m Hürden: 13,01 s (+1,7 m/s), 25. Juni 2021 in Chongqing
  - 60 m Hürden (Halle): 8,14 s, 18. März 2021 in Jinan